# 5152 Labs
5152 Labs eller 1931 UD är en asteroid i huvudbältet, som upptäcktes 18 augusti 1931 av den tyske astronomen Karl Wilhelm Reinmuth i Heidelberg. Den har fått sitt namn efter den tyske astronomen Dietrich Labs.
Asteroiden har en diameter på ungefär 6 kilometer och den tillhör asteroidgruppen Eunomia.